# سیدنی بولت-کریسمس
سیدنی بولت-کریسمس (انگلیسی: Sidney Boldt-Christmas; ۸ اوت ۱۹۲۴ – ۱۵ اکتبر ۲۰۱۶) قایقران قایق بادبانی اهل سوئد بود.